# Aššur-dán III.
Aššur-dán III. (dosl. Aššur je silný) byl asyrským králem v letech 773–755 př. n. l. Byl synem Adad-niráriho III. a na trůn nastoupil po svém starším bratrovi Salmanassarovi IV. Během jeho vlády postihlo asyrskou říši několik krizí. Velký vliv měli místodržící a další aristokraté, obzvláště Šamši-Ilu, kteří se snažili oslabit králův vliv. V roce 765 př. n. l. postihl zemi mor a hned následující rok nemohl král vytáhnout na válečné tažení, čímž porušil dlouholetou tradici. V roce 763 př. n. l. v zemi vypuklo povstání, které se Aššur-dánovi III. podařilo potlačit až v roce 759 př. n. l., kdy zemi znovu postihla epidemie moru. Na trůn po něm nastoupil mladší bratr Aššur-nirári V.